# Mao Hosoya
Mao Hosoya (細谷 真大, Hosoya Mao), né le 7 septembre 2001 à Ushiku au Japon, est un footballeur japonais évoluant au poste d'avant-centre au Kashiwa Reysol.

## Biographie

### En club
Né à Ushiku au Japon, Mao Hosoya est formé par le Kashiwa Reysol. En mars 2019, il est intégré à l'équipe première alors qu'il évoluait jusqu'ici avec les U18.
Hosoya fait ses débuts en professionnel avec le Kashiwa Reysol le 30 mars 2019, lors d'un match de championnat contre le Tokyo Verdy. Il entre en jeu à la place de Yusuke Segawa lors de cette rencontre perdue par les siens sur le score de deux buts à zéro,. Hosoya inscrit son premier but en professionnel le 3 juillet 2019, à l'occasion d'une rencontre de coupe du Japon face à Iwate Grulla Morioka. Il entre en jeu et participe à la victoire de son équipe en inscrivant le dernier but des siens, qui l'emportent par quatre buts à zéro.
Il joue sa première rencontre de J1 League le 23 août 2020 contre l'Oita Trinita. Il entre en jeu et les deux équipes se neutralisent (0-0).

### En sélection
En juillet 2022, Mao Hosoya est convoqué pour la première fois avec l'équipe nationale du Japon. Il honore sa première sélection lors de ce rassemblement, le 24 juillet 2022, face à la Chine. Il est titularisé et les deux équipes se neutralisent (0-0 score final).
Hosoya reçoit sa deuxième convocation en novembre 2023 pour les deux premiers matchs du deuxième tour des éliminatoires de la Coupe du monde 2026. Entré en jeu lors de la seconde mi-temps contre la Syrie le 21 novembre, l'attaquant inscrit son premier but en sélection d'une frappe du pied gauche dans la surface de réparation et clôture un large succès de cinq buts à zéro,. Le 1er janvier 2024, il est retenu dans la liste des vingt-six joueurs japonais sélectionnés par Hajime Moriyasu pour disputer la Coupe d'Asie des nations 2023.

## Statistiques

### En club
| Saison                | Club                  | Championnat           | Championnat | Championnat | Championnat | Coupe nationale | Coupe nationale | Coupe nationale | Coupe de la Ligue | Coupe de la Ligue | Coupe de la Ligue | Total | Total | Total |
| Saison                | Club                  | Division              | M.          | B.          | P.d.        | M.              | B.              | P.d.            | M.                | B.                | P.d.              | M.    | B.    | P.d.  |
| 2019                  | Kashiwa Reysol        | J2 League             | 6           | 0           | 0           | 1               | 1               | 0               | 1                 | 0                 | 0                 | 8     | 1     | 0     |
| 2020                  | Kashiwa Reysol        | J1 League             | 2           | 0           | 0           | -               | -               | -               | 2                 | 1                 | 1                 | 4     | 1     | 1     |
| 2021                  | Kashiwa Reysol        | J1 League             | 28          | 3           | 1           | 2               | 0               | 0               | 5                 | 0                 | 0                 | 35    | 3     | 1     |
| 2022                  | Kashiwa Reysol        | J1 League             | 33          | 8           | 4           | 1               | 0               | 0               | -                 | -                 | -                 | 34    | 8     | 4     |
| 2023                  | Kashiwa Reysol        | J1 League             | 34          | 14          | 0           | 5               | 1               | 1               | 5                 | 2                 | 0                 | 44    | 17    | 1     |
| Total sur la carrière | Total sur la carrière | Total sur la carrière | 103         | 25          | 5           | 9               | 2               | 1               | 13                | 3                 | 1                 | 125   | 30    | 7     |

### En sélection
| Saison                | Sélection             | Phases finales                | Phases finales | Phases finales | Phases finales | Éliminatoires | Éliminatoires | Éliminatoires | Éliminatoires | Amicaux | Amicaux | Amicaux | Total | Total | Total |
| Saison                | Sélection             | Comp.                         | M.             | B.             | P.d.           | Comp.         | M.            | B.            | P.d.          | M.      | B.      | P.d.    | M.    | B.    | P.d.  |
| --------------------- | --------------------- | ----------------------------- | -------------- | -------------- | -------------- | ------------- | ------------- | ------------- | ------------- | ------- | ------- | ------- | ----- | ----- | ----- |
| 2021-2022             | Japon                 | Coupe d'Asie de l'Est 2022    | 1              | 0              | 0              | CdM 2022      | -             | -             | -             | -       | -       | -       | 1     | 0     | 0     |
| 2022-2023             | Japon                 | Coupe du monde 2022           | -              | -              | -              | -             | -             | -             | -             | -       | -       | -       | 0     | 0     | 0     |
| 2023-2024             | Japon                 | Coupe d'Asie des nations 2023 | 2              | 0              | 0              | CdM 2026      | 2             | 1             | 0             | 1       | 0       | 1       | 5     | 1     | 1     |
| Total sur la carrière | Total sur la carrière | Total sur la carrière         | 3              | 0              | 0              | -             | 2             | 1             | 0             | 1       | 0       | 1       | 6     | 1     | 1     |

## Palmarès

### En club
| Kashiwa Reysol (1)                                                                           |
| -------------------------------------------------------------------------------------------- |
| - Championnat du Japon de D2 (1) - Champion en 2019 - Coupe du Japon (0) - Finaliste en 2023 |

### En sélection
| Japon -23 ans (0)                                  | Japon (1)                                       |
| -------------------------------------------------- | ----------------------------------------------- |
| - Coupe d'Asie des -23 ans (0) - Troisième en 2022 | - Coupe d'Asie de l'Est (1) - Vainqueur en 2022 |